# 長崎市立長崎高等学校
長崎市立長崎高等学校（ながさきしりつながさきこうとうがっこう, Nagasaki City Nagasaki High School）は、かつて長崎県長崎市栄町2番23号にあった公立の高等学校。2000年（平成12年）に閉校した。

## 概要
設置課程・学科
定時制課程（修業年限 4年）2学科
- 普通科
- 商業科

校訓
「克己・明朗・友愛」
- 「不撓不屈」（長崎市立夜間中学 建学の精神）
- 「日々孜々」（長崎市立長崎第二商業高等学校 建学の精神）

校章
長崎市立高等学校（柏の葉・ペン・キャンドルの火）と長崎市立長崎第二商業高等学校の校章（鶴）を組み合わせたものを背景に、「高」の文字（俗字体のはしご高）を配している。
校歌
作詞は福田清人、作曲は広瀬量平による。歌詞は3番まであり、各番とも「ああ長崎市立長崎高等学校　われ等が母校」で終わる。

## 沿革
長崎市立長崎高等学校は1982年（昭和57年）に市立の2つの定時制高等学校（長崎市立高等学校・長崎市立長崎第二商業高等学校）を統合して設立された。その後、2000年（平成12年）に長崎県立長崎西高等学校通信制と移管・統合した長崎県立鳴滝高等学校の開設に伴い閉校された。本項目では前史になる長崎市立高等学校と長崎市立長崎第二商業高等学校の沿革もあわせて記述する。
前身（長崎市立高等学校）
- 1926年（大正15年）
  - 3月31日 - 実業補習学校規定により設置認可。
  - 4月21日 - 「長崎夜間中学校」が開校。
  - 7月1日 - 青年訓練所が開設。
    - 設置目的 - 中学校の入学難を緩和し、勤労青少年に勉学の機会を与えるため。
    - 校舎 - 旧制長崎県立瓊浦中学校内（竹ノ久保町、現在の長崎県立長崎西高等学校周辺）
- 1933年（昭和8年）3月24日 - 中学校令により、「長崎市立夜間中学校」と改称。
- 1943年（昭和18年）4月1日 - 「長崎市立中学校」（旧制）と改称。（定員300名、修業年限3年）
- 1948年（昭和23年）4月1日 - 学制改革により、「長崎市立高等学校」（定時制課程）と改称。
- 1965年（昭和40年）
  - 3月31日 - 新校舎が栄町の長崎市立長崎幼稚園跡地に完成。（鉄筋コンクリート造4階建て）
  - 4月4日 - 金屋町から栄町新校舎へ移転。
- 1982年（昭和57年）3月31日 - 長崎市立長崎第二商業高等学校との統合により閉校。

前身（長崎市立長崎第二商業高等学校）
- 1922年（大正11年）4月24日 - 「長崎市立商業高等補習学校」が開校。
  - 校舎 - 新中川町の長崎市立商業学校（長崎市立長崎商業高等学校の前身）に附設。
- 1926年（大正15年）
  - 4月1日 - 「長崎市立夜間商業学校」と改称。
  - 7月1日 - 青年訓練所が開設。
- 1929年（昭和4年）3月29日 - 「長崎市立第二商業学校」と改称。（定員200名、修業年限4年）
- 1948年（昭和23年）
  - 4月1日 - 学制改革により、「長崎市立長崎第二商業高等学校」と改称。
  - 6月18日 - 長崎市立長崎第二商業高等学校が長崎市立長崎商業高等学校内（当時 油木町）に移転。
- 1982年（昭和57年）3月31日　長崎市立高等学校との統合により閉校。

統合
- 1981年（昭和56年）9月17日 - 長崎市立高校と長崎第二商業高校の2校を統合し、定時制市立高等学校を翌年4月設置することを確認。
- 1982年（昭和57年）
  - 3月26日 - 長崎市立長崎高等学校の設置が決まり、募集定員が発表される。
  - 4月1日 - 「長崎市立長崎高等学校」が開校。
    - 場所 - 長崎市栄町2番23号（旧長崎市立高校 校舎）
    - 設置学科 - 普通科2クラス、商業科1クラス

  - 4月9日 - 第1回入学式を挙行。新入生は普通科50名、商業科24名の計74名。
- 1999年（平成11年）3月1日
  - 長崎県議会において、長崎西高等学校通信制・長崎市立長崎高等学校を移管・統合し、定時制昼間部・定時制夜間部・通信制を有する単位制高等学校を2000年（平成12年）4月に開校することが発表。
- 2000年（平成12年）
  - 3月2日 - 閉校式典を挙行。閉校記念誌「輝け夕月（ゆうづつ）」を発行。
  - 3月31日 - 長崎県立鳴滝高等学校への移管・統合により閉校。

## 部活動
運動部
- 卓球部
- バスケットボール部
- バレーボール部
- 空手道部
- サッカー部
- 野球部
- 弓道同好会

文化部
- パソコン部
- 自然科学部
- 和太鼓部
- 朗読ボランティア部
- 美術部
- 演劇部
- 放送同好会

## 跡地
- 校舎は解体され、現在は長崎市医師会の建物が建っている。以前の校門付近に「長崎市立長崎高等学校跡」の碑が設置されている。